# Museum Speelklok

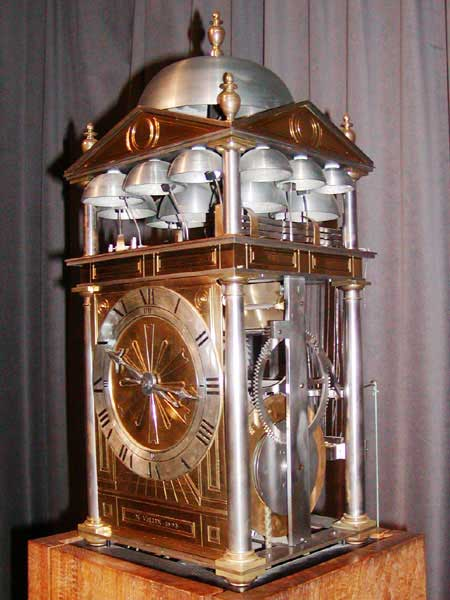
Replik einer Spieluhr von 1598 von Nicholas Vallin, die mit 13 Glocken spielt

Das Museum Speelklok („Museum Spieluhr“; früher Nationaal Museum van Speelklok tot Pierement „Nationales Museum von Spieluhr bis Drehorgel“) ist ein Museum in Utrecht (Niederlande). Es wurde 1957 eröffnet und hat eine Sammlung von mechanischen Musikinstrumenten wie Spieluhren, Pianolas, Orchestrions und Drehorgeln inklusive großer Jahrmarktsorgeln. Das Museum befindet sich in der Buurkerk, einem gotischen Kirchenbau.